# Dohna (adelsätt)
Dohna eller von Dohna är en ursprungligen tysk adelsätt, där en numera utslocknad gren genom naturalisation erhöll svensk grevlig värdighet.
Släkten är knuten till borgen Dohna i Sachsen vid Elbes biflod Müglitz. Den är känd sedan 1100-talet och fortlever i flera olika grenar, av vilka några sedan 1840 har preussisk grevlig värdighet. En medlem av grenen Dohna-Schobitten upphöjdes 1900 i ärftligt furstligt stånd.
Carl August Dohna (född 1691) en borggreve till borgen Dohna, sonson till Anna Oxenstierna af Korsholm och Wasa (1620-1691), anhöll på sin släkts vägnar om att bli intagen bland grevarna i Sveriges adel. Det beviljades eftersom ätten var ibland det mest namnkunniga släkten i Tyskland och flera medlemmar från Gustav II Adolfs tid och framåt varit till hjälp i olika ärenden. Ätten hade därtill allierat sig med åtskilliga förnäma släkter i Sverige.
Carl August Dohna far Friderich (född 1663) ska i tillägg i sonens ansökan som adelskap lämnade in en memorial eftersom han befarande att hans långa frånvaro från riket i nästan 20 år skulle ha gjort att han blivit bortglömd hos de flesta. I bilagorna som redogör för ättens historia och tjänster åt Sverige anges bland annat att ättens stamsköld märke ännu skulle finnas att se på några pelare på en bro i Dresden som troddes vara byggd år (1070–1080). Inga heraldiska vapen är kända så tidigt i historien  men sköldmärket hör inte desto mindre till de äldsta kända överhuvudtaget. Ett sigill belagt från år 1235.

I Sverige naturaliserades ätten med Christoff Delphicus zu Dohna 1651 med grevlig värdighet som nummer 65 på Riddarhuset. Den ättegren utslocknade år 1820.

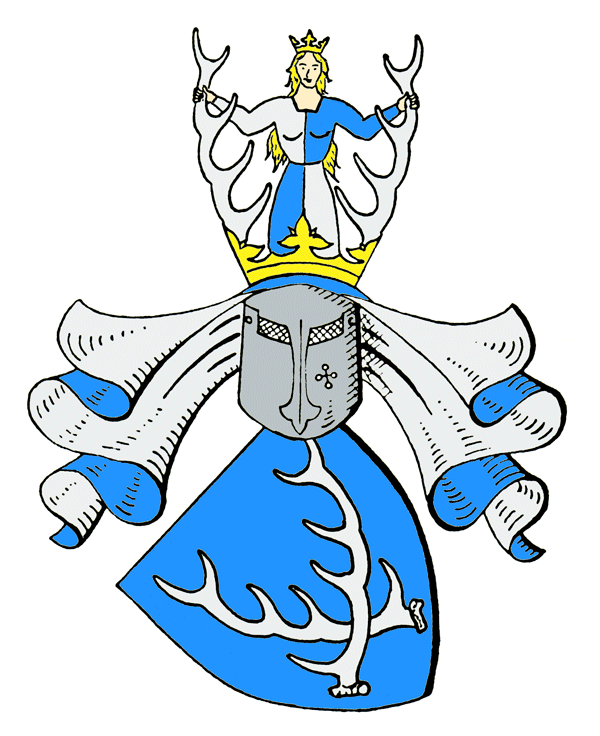

Ätten har bland annat ägt godset Brunnsholm.

## Vapensköld
Stamvapnet är två korslagda hjorthorn av silver i ett blått fält. På den krönta hjälmen uppstiger en krönt jungfru med utslaget hår mellan två hjorthorn av silver som hon håller i med händerna. Jungfrun klädedräkt är ibland blå och ibland kvadrerad. Sköldhållarna är i form av änglar, stående på ett postament och ibland hållande i varsin palmkvist. Detta förekommer i framställningen av ättens vapen i Tyskland.

## Personer med efternamnet Dohna eller med liknande namn
- Carl August Dohna (1691–1744), preussisk militär och svensk general
- Christoffer von Dohna (1540–1584), tysk fältherre i dansk tjänst, bror till Friedrich von Dohna
- Christoph Delphicus zu Dohna (1628–1668), svensk militär
- Fredrik Carl Dohna (1721–1784), svensk generallöjtnant
- Fredrik Christoffer Dohna (1663–1727), svensk militär och ämbetsman
- Fredrik Ludvig Dohna (1694–1749), preussisk general
- Friedrich von Dohna (död 1564), tysk fältherre i dansk tjänst, bror till Christoffer von Dohna
- Friedrich Ferdinand Alexander von Dohna-Schlobitten (1771–1831), tysk politiker och ämbetsman
- Nikolaus von Dohna-Schlodien (1879–1961), tysk marinofficer

### Fiktiv person
- Elisabeth Dohna, grevinna, gestalt i Selma Lagerlöfs roman Gösta Berlings saga

## Släktträd för den svenska grenen (urval)
Detta släktträd bygger på uppgifter från Adelsvapen-Wiki.
- Christoph Delphicus zu Dohna (1628–1668), militär, naturaliserad svensk greve
  -  Fredrik Christoffer Dohna (1664–1727), svensk militär och ämbetsman
    - Carl August Dohna (1691–1744), preussisk militär och svensk generalmajor
      - Fredrik Carl Dohna (1721–1784), svensk generallöjtnant
      - Abraham Achates Alexander Dohna (1727–1803), svensk överstelöjtnant
        - August Magnus Delphicus Dohna, (1763–1820), kapten, svenska grenens  siste manlige medlem
        - Ebba Ulrika Lovisa Antoinetta Staël von Holstein, född Dohna, (1771–1858),  hovfröken hos prinsessan Sofia Albertina

    - Fredrik Ludvig Dohna (1694–1749), preussisk general